# Хальбендорф (Грос-Дюбен)
Ха́льбендорф или Бре́зовка (нем. Halbendorf; в.-луж.  Brězowka) — деревня в Верхней Лужице, Германия. Входит в состав коммуны Грос-Дюбен района Гёрлиц в земле Саксония. Подчиняется административному округу Дрезден.

## География
Находится на самом севере федеральной земли Саксония в южной части района Лужицких озёр. На юге от деревни находится искусственное Брезовское озеро. В деревне соединяются автомобильные дороги: S 130 — с запада на север, с северо-востока — К 7103, с востока — К 8478 и с юга — S 126.
Соседние населённые пункты: на севере — административный центр коммуны Грос-Дюбен, на северо-востоке — деревня Йемелица-Джевинк коммуны Йемлиц-Клайн-Дюбен, на востоке — деревня Кромола коммуны Габленц и на юго-востоке — город Вайсвассер.

## История
Впервые упоминается в 1458 году под наименованием Bresselugk.
С 1999 года входит в состав современной коммуны Грос-Дюбен.
В настоящее время деревня входит в состав культурно-территориальной автономии «Лужицкая поселенческая область», на территории которой действуют законодательные акты земель Саксонии и Бранденбурга, содействующие сохранению лужицких языков и культуры лужичан.
Исторические немецкие наименования
- Bresselugk, 1458
- Brißlug, 1464
- Breßbug, 1597
- Halbendorff, 1704
- Halbendorf, 1768
- Breßlugk, 1831

## Население
Официальным языком в населённом пункте, помимо немецкого, является также верхнелужицкий язык.
Согласно статистическому сочинению «Dodawki k statisticy a etnografiji łužickich Serbow» Арношта Муки в 1884 году в деревне проживало 320 человек (из них — 315 серболужичан (98 %)).
Лужицкий демограф Арношт Черник в своём сочинении «Die Entwicklung der sorbischen Bevölkerung» указывает, что в 1956 году при общей численности в 587 человек серболужицкое население деревни составляло 73 % (из них верхнелужицким языком владели 341 взрослый и 88 несовершеннолетних).
| 1825 | 1871 | 1885 | 1905 | 1925 | 1939 | 1946 | 1950 | 1964 | 1990 | 2011 |
| ---- | ---- | ---- | ---- | ---- | ---- | ---- | ---- | ---- | ---- | ---- |
| 178  | 288  | 330  | 405  | 505  | 531  | 523  | 570  | 573  | 518  | 523  |